# 대한민국 대형수송함-II 사업
대한민국의 대형수송함-II 사업(LPX-II)은 대한민국 해군이 계획 중인 항공모함 건조 사업이다.

## 역사
독도급 3번함인 백령도함(가칭)은 원래 노무현 정부 때 건조 계획이 잡혔다. 이명박 정부에서는 북한에 대적하는게 중요하다고 하여, 백령도함 건조계획을 취소했는데, 문재인 정부에서 다시 재추진하기로 했다.
2019년 7월 12일 박한기 합동참모의장과 3군 참모총장이 모인 합동참모회의에서 결정된 장기전력소요에 '대형수송함-II' 건조사업이 포함되었다. 대형수송함-II는 만재배수량 3만톤 안팎의 경항공모함 급으로 예상중이다. 이후 발표된 2019년 8월 14일 국방부의 국방중기계획에 포함되어 장기소요에서 중기계획으로 변경되었다.
백령도함 건조는 2019년 7월 합동참모회의를 통해 결정됐다. 9월부터 개념설계에 들어갔다.
2020년 8월 10일 발표된 '21-'25 국방중기계획에서 사업목표가 대형수송함에서 '경항공모함'으로 변경된 것이 확인되었다.
"한국판 이즈모함 사업"으로 보면 이해가 쉽다. 경쟁 대상으로 이즈모함을 언론에서 자주 보도하고 있다. 일본은 F-35B 전투기를 이즈모함에 배치할 계획이고, 우리는 이즈모함 보다 좀 더 크게 만들어서, F-35B 전투기를 배치하겠다는 것으로, 쉽게말해서 한일간의 이즈모함 건조 경쟁이라고 보면, 큰 오류가 없다.

## 제원 및 예상
대형수송함-II는 독도급 대형수송함의 연장선상에 있는 사업이기도 하여 언론 등에서는 그동안 독도급의 3번 함 이름으로 예상되어왔던 이름인 가칭 "백령도함" 이라고도 부르나 공식적으로 정해진 이름은 아니다. 국방일보에 따르면 독도급 대형수송함 계획 당시 3번함의 이름은 대한민국 실효 통치 지역의 최서단인 백령도가 아니라 한반도 최서단에 위치한 평안북도 용천군의 신도였다고 한다.
'21-'25 국방중기계획에서 3만 톤 급의 경항공모함을 건조하겠다고 발표하였다. 대한민국 해군은 군함의 배수량 표기에 경하배수량을 사용하고 있으므로, 경하배수량 3만 톤 수준의 함이 될 것으로 예상 중이다. 또한 F-35 도입 사업인 3차 FX 사업의 2차 도입분에 F-35B 20대를 추가 도입하는 것을 검토중이며, 차후 함재기로 탑재할 것으로 보인다.
경항공모함으로 평가받는 이즈모함의 만재배수량은 27000톤급이다. 경항공모함은 건조비 1조 8000억 원으로 추산되는 3만t 이상, 4만t 미만의 만재배수량을 가진 선체로 등장할 전망이며, F-35B 전투기 12대와 헬기 8대 등 20대의 함재기를 탑재할 예정이다.
그러나 최근 열린 MADEX에서, 양 회사 (현대중공업과 대우조선해양)은 한국 해군이 제안한 3~4만톤급 경항공모함이 아닌 갑판의 길이와 폭을 훨씬 넓힌 크기의 항공모함을 공개하였다. 현대중공업은 약 5~6만톤급, 대우조선해양은 약 5만톤급의 만재배수량을 가진 중형항공모함을 공개했다. 또한, 현대중공업은 스키점프대를 설치한 항공모함의 모형을 공개해 눈길을 끌고 있다.

## F-35B
2021년 11월 15일, 홍영표 더불어민주당 의원이 국방위 예산결산심사소위원회에서 “경항모의 필요성은 인정한다”면서도 “함재기를 F-35B로 전제하는 건 반대한다. 그렇게 하면 경항모 계획 자체를 막고 싶다”고 말했다. 즉 여당 의원도 F-35B는 반대하고 있다.

## 같이 보기
- 66기동함대
- 독도급 대형수송함